# Нововоронцовский район
Нововоронцовский район (укр. Нововоронцовський район) — упразднённая административная единица в северной части Херсонской области Украины. С 2020 года территория района входит в состав Бериславского района.

## География
На севере граничит с Апостоловским районом Днепропетровской области, на востоке по руслу Днепра с Верхнерогачикским и Великолепетихским, на юге с Бериславским и Великоалександровским, на западе с Высокопольским районом.

## История
Образован в 1935 году в составе Одесской области. В 1937 передан в состав Николаевской области. В 1944 году стал частью Херсонской области.
17 июля 2020 года в ходе административно-территориальной реформы был ликвидирован и включен в состав Бериславского района Херсонской области. На его территории были сформированы Новоалександровская и Нововоронцовская территориальные общины. Территория Дудчанского сельского совета вошла в состав Мыловской сельской общины